# Сильга (посёлок)
Сильга — упразднённый посёлок в Саткинском районе Челябинской области России. Входил в состав Бакалского горсовета. Исключен из учётных данных в 1986 году.

## География
Располагался в истоке реки Малая Сильга, на расстоянии примерно 2,5 км по прямой к западу от окраин города Бакал.

## История
По данным на 1970 год входил в состав Бакалского горсовета. В нем располагалось подсобное хозяйство леспромхоза.
Исключен из учётных данных решением Челябинского облисполкома от 21 апреля 1986 года № 198.

## Население
| 1970 | 1977 | 1983 |
| ---- | ---- | ---- |
| 7    | ↘2   | →2   |